# Маньяс (Франция)
Манья́с (фр. Magnas) — коммуна во Франции, находится в регионе Юг — Пиренеи. Департамент — Жер. Входит в состав кантона Сен-Клар. Округ коммуны — Кондом.
Код INSEE коммуны — 32223.

## География

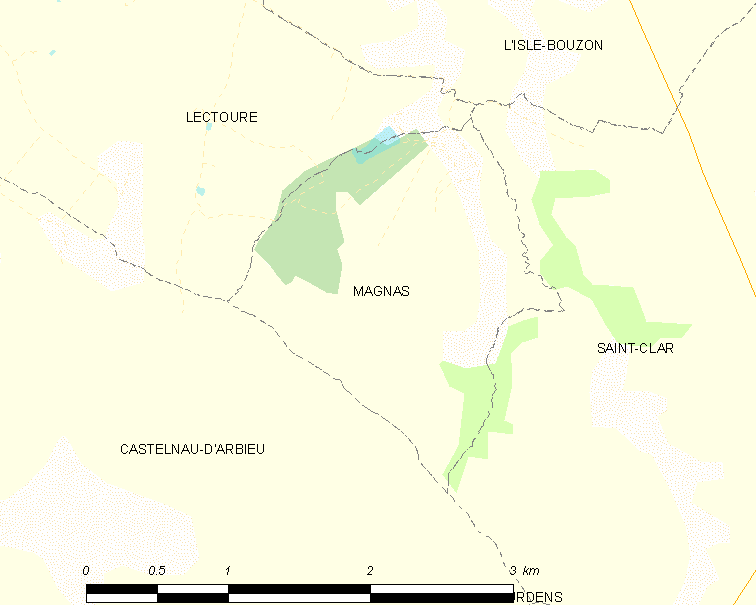
Карта коммуны

Коммуна расположена приблизительно в 570 км к югу от Парижа, в 70 км северо-западнее Тулузы, в 31 км к северо-востоку от Оша.
На востоке коммуны протекает река Ору.

## Климат
Климат умеренно-океанический. Лето жаркое и немного дождливое, температура часто превышает 35 °С. Зимой часто бывает отрицательная температура и ночные заморозки. Годовое количество осадков — 700—900 мм.

## Население
Население коммуны на 2010 год составляло 74 человека.
| 1962 | 1968 | 1975 | 1982 | 1990 | 1999 | 2010 |
| ---- | ---- | ---- | ---- | ---- | ---- | ---- |
| 77   | 71   | 57   | 40   | 61   | 48   | 74   |

## Администрация
| Период | Период | Фамилия         | Партия | Примечания |
| ------ | ------ | --------------- | ------ | ---------- |
| 2001   | 2020   | Филипп де Галар |        |            |

## Экономика
В 2010 году среди 44 человек трудоспособного возраста (15-64 лет) 29 были экономически активными, 15 — неактивными (показатель активности — 65,9 %, в 1999 году было 78,8 %). Из 29 активных жителей работали 26 человек (13 мужчин и 13 женщин), безработных было 3 (2 мужчин и 1 женщина). Среди 15 неактивных 1 человек был учеником или студентом, 8 — пенсионерами, 6 были неактивными по другим причинам.

## Достопримечательности
- Замок XVI века. Исторический памятник с 1993 года[4]